# Prost JS45
Chronologie des modèles (1997)
Aucun Prost AP01
La Prost JS45 est la monoplace de Formule 1 engagée par l'écurie Prost Grand Prix lors du Championnat du monde de Formule 1 1997. Première monoplace de l'écurie française, elle est pilotée par le Français Olivier Panis, le Japonais Shinji Nakano et l'Italien Jarno Trulli, remplaçant Panis victime d'une fracture de la jambe à la suite d'un accident au Grand Prix du Canada, entre le Grand Prix de France et le Grand Prix d'Autriche. Le pilote d'essais est le Français Emmanuel Collard.
Simple évolution de la Ligier JS43, la JS45 commence la saison avec une cinquième place d'Olivier Panis lors du Grand Prix inaugural en Australie. Le Français obtient ensuite une troisième place au Grand Prix du Brésil. Sa meilleure performance est une deuxième place au Grand Prix d'Espagne. Shinji Nakano, victime d'une voiture peu fiable, ne termine que huit courses sur les dix-sept du championnat ; il marque néanmoins deux points, avec deux sixièmes places au Canada et en Hongrie. Jarno Trulli est notamment l'auteur d'une quatrième place lors du Grand Prix d'Allemagne.
Prost Grand Prix termine sixième du championnat des constructeurs avec 21 points.

## Genèse de Prost Grand Prix
L'écurie Prost Grand Prix est la descendante de l'écurie française Ligier, fondée en 1976, qui a participé à vingt saisons de Formule 1 entre 1976 et 1996, remporté neuf victoires, neuf pole positions, cinquante podiums et obtenu la deuxième place du championnat des constructeurs en 1980.
Dès 1992, le quadruple champion du monde de Formule 1 Alain Prost souhaite engager une écurie entièrement française en Formule 1. Il prend alors contact avec Guy Ligier, patron et fondateur de Ligier afin d'entrer dans la direction de l'écurie mais ce dernier décline l'offre et propose un contrat de pilote à Prost pour 1993, ce qu'il refuse.
En 1995 Prost, consultant pour Renault Sport, entreprend des négociations avec le motoriste mais la firme française n'est pas intéressée par la motorisation d'une troisième équipe, Renault fournissant déjà Williams F1 Team et Benetton Formula ; Prost ne peut toujours pas s'engager en Formule 1 en 1996.
Pendant l'été 1996, Flavio Briatore, propriétaire de l'écurie Ligier, entre en contact avec Prost afin qu'il rachète l'écurie française, ce qu'il refuse : Ligier, malgré les millions de dollars apportés par Parmalat et le pilote Brésilien Pedro Diniz, souffre de difficultés financières depuis le départ de son fondateur et l'arrivée au pouvoir de Jacques Chirac, qui a fait pression sur Gitanes, Elf et Loto, les principaux commanditaires de l'écurie, afin qu'elles réduisent fortement leur partenariat,. Malgré cela, le président français, ami et admirateur du quadruple champion du monde, souhaite conserver une écurie française en Formule 1 et convainc Prost de racheter l'écurie.
En février 1997, à Genève, Prost rachète Ligier pour 12 millions de dollars et rebaptise l'écurie Prost Grand Prix. Le Français obtient, en plus d'un contrat d'exclusivité de cinq ans avec le motoriste Peugeot qui équipera l'écurie de moteurs gratuits à compter de la saison 1998, le soutien du cigarettier Gitanes Blondes ainsi qu'un partenariat d'une durée de trois ans avec la chaîne de télévision Canal+.

## Résumé de la saison 1997
En 1997, Prost Grand Prix hérite de la JS45, monoplace que devait engager Ligier, et du moteur Mugen-Honda. Elle est pilotée par le Français Olivier Panis, vainqueur du Grand Prix de Monaco 1996 et par le Japonais Shinji Nakano, protégé de Honda et ancien pilote de Formula Nippon.
Prost Grand Prix conserve le partenariat conclu par Ligier avec le manufacturier de pneumatiques japonais Bridgestone, qui fait son entrée en Formule 1. Étant la mieux classée des écuries ayant choisi de faire confiance au concurrent de Goodyear, elle dispose du statut d'équipe de développement de la firme. De nouveaux partenaires apportent leur soutien, et la livrée bleue de la JS45 se pare des logos de Canal+, Bic et Alcatel.
1997 doit être une saison de transition, Alain Prost n'ayant pris les commandes de l'écurie qu'un mois avant le début du championnat. Les débuts sont plutôt prometteurs car Panis termine cinquième au Grand Prix inaugural disputé en Australie puis monte sur la troisième marche du podium au Brésil ; par contre, Nakano stagne dans le milieu de peloton et, dès le Grand Prix de Monaco, Prost souhaite négocier son éviction avec Hirotoshi Honda, le considérant comme pilote d'une « voiture morte ».
Lors des quatre Grands Prix suivants, tandis que le Japonais abandonne systématiquement, Panis inscrit des points à deux reprises,  n'abandonnant qu'une fois et finissant huitième à Saint-Marin. La quatrième place lors du Grand Prix de Monaco et la seconde place obtenue au Grand Prix d'Espagne entretiennent l'espoir d'une saison réussie, d'autant que les pneus Bridgestone sont d'une efficacité redoutable. Panis est alors troisième au championnat du monde tandis que l'avenir de Nakano s'assombrit.
Lors du Grand Prix du Canada, Panis est victime d'un accident qui lui brise les jambes et l'écarte des circuits pour sept Grands Prix ; le bilan canadien se conclut toutefois par le premier point de Nakano, finalement maintenu au sein de l'écurie.
L'Italien Jarno Trulli, jeune débutant en provenance de Minardi, remplace Panis ; s'il fait montre de régularité en terminant six courses sur sept, il ne parvient pas à combler l'absence de Panis, bien plus expérimenté. Néanmoins, il obtient une quatrième place en Allemagne et mène le Grand Prix d'Autriche pendant quarante tours avant la casse de son moteur. Ces bons résultats conduisent Alain Prost à lui proposer un baquet pour 1998.
Lors du Grand Prix suivant, au Luxembourg, Panis revient et marque le dernier point de la saison de son équipe. Prost Grand Prix termine sixième du championnat des constructeurs avec vingt-et-un points.
Si l'écurie n'est finalement pas parvenue à remplir son objectif initial de terminer juste derrière Williams, Benetton, Ferrari et McLaren, son bilan reste positif ; elle conserve de grandes ambitions pour la saison suivante qui marque les vrais débuts de Prost Grand Prix.

## Résultats en championnat du monde de Formule 1
| Saison | Écurie                  | Moteur                   | Pneus       | Pilotes       | Courses | Courses | Courses | Courses | Courses | Courses | Courses | Courses | Courses | Courses | Courses | Courses | Courses | Courses | Courses | Courses | Courses | Points inscrits | Classement |
| Saison | Écurie                  | Moteur                   | Pneus       | Pilotes       | 1       | 2       | 3       | 4       | 5       | 6       | 7       | 8       | 9       | 10      | 11      | 12      | 13      | 14      | 15      | 16      | 17      | Points inscrits | Classement |
| ------ | ----------------------- | ------------------------ | ----------- | ------------- | ------- | ------- | ------- | ------- | ------- | ------- | ------- | ------- | ------- | ------- | ------- | ------- | ------- | ------- | ------- | ------- | ------- | --------------- | ---------- |
| 1997   | Prost Gauloises Blondes | Mugen Honda MF-301HB V10 | Bridgestone |               | AUS     | BRÉ     | ARG     | SMR     | MON     | ESP     | CAN     | FRA     | GBR     | GER     | HON     | BEL     | ITA     | AUT     | LUX     | JAP     | EUR     | 21              | 6e         |
| 1997   | Prost Gauloises Blondes | Mugen Honda MF-301HB V10 | Bridgestone | Olivier Panis | 5e      | 3e      | Abd     | 8e      | 4e      | 2e      | 11e     |         |         |         |         |         |         |         | 6e      | Abd     | 7e      | 21              | 6e         |
| 1997   | Prost Gauloises Blondes | Mugen Honda MF-301HB V10 | Bridgestone | Jarno Trulli  |         |         |         |         |         |         |         | 10e     | 8e      | 4e      | 7e      | 15e     | 10e     | Abd     |         |         |         | 21              | 6e         |
| 1997   | Prost Gauloises Blondes | Mugen Honda MF-301HB V10 | Bridgestone | Shinji Nakano | 7e      | 14e     | Abd     | Abd     | Abd     | Abd     | 6e      | Abd     | 11e     | 7e      | 6e      | Abd     | 11e     | Abd     | Abd     | Abd     | 10e     | 21              | 6e         |

Légende : ici 